# Alsószentiván
Alsószentiván é um município da Hungria, situado no condado de Fejér. Tem 39,65 km² de área e sua população em 2015 foi estimada em 645 habitantes.